# ТЕС Кхулна (KPCL I)
22°52′5″ пн. ш. 89°32′13″ сх. д. / 22.86806° пн. ш. 89.53694° сх. д.
ТЕС Кхулна (KPCL I) — теплова електростанція на заході Бангладеш, особливістю якої стало розташування генеруючого обладнання на баржах.
Основне обладнання станції становлять 19 генераторних установок на основі двигунів внутрішнього згоряння Wärtsilä 18V32 загальною потужністю 110 МВт. Їх змонтували на борту барж Tiger I (9 установок) та Tiger III (10 установок), які потім доправили на річку Бхейраб (один з рукавів дельти Ганга). Тут баржі завели у спеціально підготовану під їх розміри штучну затоку, де вони й залишились на постійну стоянку (як засвідчують дані геоінформаційних систем, наразі хоча баржі й залишаються у воді, вони оточені по периметру землею).
Як паливо станція використовує нафтопродукти. До її комплексу входить сховище з резервуарами, розрахованими на зберігання 15000 тон палива, а також причал, куди швартуються танкери. Існує також можливість переведення ТЕС на природний газ (варто відзначити, що станом на 2020-й вже кілька років існував газопровід Бхерамара – Кхулна, проте поставки по ньому затримувались через загальний дефіцит блакитного палива в країні).
Видача продукції відбувається по ЛЕП, розрахованій на роботу під напругою 132 кВ.
Станція почала роботу в 1998 році. Цей проєкт, відомий як KPCL I, реалізувала компанія United Power через свою дочірню структуру Khulna Power Company Ltd (KPCL). Можливо також відзначити, що біч-о-біч із належною United Power ТЕС Кхулна працює ТЕС компанії BPDB (а раніше в Кхулні знахзодилась ще одна плавуча ТЕС K-BMPP).